# Fede Etxabe
Federico Etxabe Musatadi (Cortézubi, Vizcaya, 20 de julio de 1960) es un exciclista español, profesional entre los años 1982 y 1996, durante los que consiguió 41 victorias.
En categoría Junior obtuvo el título de campeón de España en la modalidad de contrarreloj por equipos (junto con Jon Koldo Urien, Julián Gorospe y Jon "Tati" Egiarte). Ya en categoría amateur en el mismo campeonato se quedó con el subcampeonato (junto con Julián Gorospe, Jon "Tati" Egiarte y García Robles). 
Era un buen escalador, cuyos mejores resultados en las Grandes Vueltas fueron un quinto puesto en el Giro de Italia 1990 y un 4º lugar en la Vuelta a España 1991, aunque sin duda su mayor triunfo fue vencer en la etapa de Alpe D´Huez en el Tour de Francia 1987. Etxabe fue el primer ciclista español en imponerse en una prueba de la extinta Copa del Mundo fuera de España, fue en Canadá, en el GP de las Américas en 1992.
Corredor todoterreno con gran potencia para arrancar en el último kilómetro y desbaratar el trabajo de los equipos de los sprinters, llegó a luchar por la general de la Vuelta en varios años, en que fue jefe de filas del CLAS, hasta la llegada al equipo de Tony Rominger.

## Palmarés
| 1982 - 3.º en el Campeonato de España en Ruta - 1 etapa de la Vuelta a Cantabria 1983 - 1 etapa de la Vuelta a Asturias 1984 - Vuelta a Burgos, más 2 etapas 1985 - 1 etapa de la Vuelta a España - 1 etapa de la Vuelta a Asturias - 1 etapa de la Vuelta a Andalucía - 1 etapa de la Vuelta a Valencia - 1 etapa de la Vuelta a Galicia - G.P. Primavera 1986 - 1 etapa de la Volta a Cataluña - G.P. Primavera 1987 - 1 etapa del Tour de Francia - 1 etapa de la Vuelta a Asturias - Circuito de Guecho | 1988 - Vuelta a los Valles Mineros - Vuelta a La Rioja - 1 etapa de la Vuelta a Asturias 1989 - Bicicleta Eibarresa-Subida a Arrate - Vuelta a Castilla y León 1990 - Vuelta a Galicia - 1 etapa de la Vuelta a España y la clasificación de la combinada - 3.º en el Campeonato de España de Ciclocrós 1991 - 1 etapa de la Vuelta a Valencia - 3.º en el Campeonato de España de Ciclocrós - Clasificación de la combinada de la Vuelta a España 1992 - Gran Premio de las Américas - G.P. Primavera 1993 - 1 etapa de la Vuelta al País Vasco - 1 trofeo de la Challenge a Mallorca (Trofeo Calviá) |

## Resultados en Grandes Vueltas y Campeonato del Mundo
Durante su carrera deportiva ha conseguido los siguientes puestos en las Grandes Vueltas y en los Campeonatos del Mundo en carretera y ciclocrós:
| Carrera              | 1981 | 1982 | 1983 | 1984 | 1985 | 1986 | 1987 | 1988 | 1989 | 1990 | 1991 | 1992 | 1993 | 1994 | 1995 | 1996 |
| -------------------- | ---- | ---- | ---- | ---- | ---- | ---- | ---- | ---- | ---- | ---- | ---- | ---- | ---- | ---- | ---- | ---- |
| Giro de Italia       | -    | -    | -    | -    | -    | -    | -    | -    | -    | 5.º  | 13.º | -    | -    | -    | -    | -    |
| Tour de Francia      | -    | -    | -    | 39.º | -    | 38.º | 12.º | 25.º | Ab.  | -    | -    | Ab.  | 23.º | 34.º | -    | 40.º |
| Vuelta a España      | Ab.  | 39.º | 41.º | 17.º | 33.º | 36.º | 17.º | 13.º | 4.º  | 6.º  | 4.º  | 5.º  | 24.º | 22.º | 18.º | -    |
| Mundial en Ruta      | -    | -    | -    | 9.º  | 37.º | 10.º | 37.º | -    | 18.º | 14.º | 10.º | 12.º | 43.º | -    | -    | -    |
| Mundial de Ciclocrós | 18.º | -    | -    | -    | -    | -    | -    | -    | -    | -    | -    | -    | -    | -    | -    | -    |

-: No participa

Ab.: Abandono